# 필레타이로스
필레타이로스(Φιλέταιρος, 기원전 343년– 기원전263년)는 아나톨리아에 페르가몬 지역에 세워진 아탈로스 왕조의 건국자이다.

## 생애
기원전 323년에 알렉산드로스 대왕 사후 이후에, 그의 영토를 두고 벌어진 디아도코이 전쟁에 휘말리게 되며 그는 어려움을 겪게 된다. 그는 처음에는 안티고노스 1세를 섬겼으나, 그는 나중에 기원전 301년에 벌어진 입수스 전투에서 안티고노스를 죽인 리시마코스 쪽 세력으로 옮기게 되었고, 리사마코스는 필레타이로스를 은 9천 달란트가 있는 금고인 페르가몬의 통치자로 임명한다.
그는 리시마코스의 셋째 부인인 아르시노에 2세가 개입한 음모로 인한 갈등으로 기원전 282년까지 리시마코스를 섬기고, 스스로 리시마코스를 저버리고 기원전 281년에 벌어진 코루페디온 전투에서 리시마코스를 격퇴시키고 죽인 셀레우코스 1세에게 페르가몬의 중요한 요새 시설과 함께 금고를 가지고 투항한다.
셀레우코스 왕조 지배 하에서, 특히 셀레우코스의 사망 이후에 필레타이로스는 상당한 자치권을 지니게 되었다. 그는 커지는 세력과 페르가몬 너머 영향력을 증가시켜줄 상당한 부를 지니고 있었다. 이에 대한 필레타이로스가 델포이와 델로스가 포함된 인근 도시들과 신전에 후원자로서의 수많은 기록들이 존재한다. 그는 또한 갈리아족들에 침임을 방어하던 키지코스에 군대와 돈, 식량 등을 기부하고 있었다. 이러한 결과로 그 자신과 그의 가문은 위신과 호의를 얻었다.
그의 40대의 통치 기간 동안, 그는 페르가몬의 아크로폴리스에 데메테르 신전과 아테나(페르가몬의 수호신)의 신전 그리고 페르가몬의 첫 궁전을 지었고 도시에 많은 요새 시설을 추가하였다.
학자들이 다른 이유로 거세가 되었다고 하지만 필레타이로스는 환자(宦者, 고자)였다. 그러므로 페르가몬의 첫 국왕은 아탈로스 1세이다. 설명을 하자면, 필레타이로스가 아기 시절에 군중 무리가 있던 곳을 갔었고, 그곳에서 많은 사람들에게 밟혀 그의 고환이 파열되었다. 필레타이로스는 환자가 된 이후로 결혼을 하지 않아, 자식이 없었다. 그는 조카인 에우메네스 1세(필레타이로스의 형제 아들)를 페르가몬의 후계자로 선택하고, 기원전 263년에 사망하였다.